# Balacra caeruleifascia
Balacra caeruleifascia là một loài bướm đêm thuộc phân họ Arctiinae, họ Erebidae.